# Zone bez LGBT populacije
Zone bez LGBT populacije (poljski: Strefi volne od LGBT)  ili zone bez ideologije LGBT (poljski: Strefi volne od ideologii LGBT) su opštine i regioni Poljske koji su se izjasnile da u njima nisu dobrodošli pripadnici „LGBT ideologije“ kako bi zabranili održavanje parada ponosa i drugih LGBT manifestacija i skupova.

## Opšte informacije
Od juna 2020. godine,  oko 100 opština (uključujući i pet vojvodstava), koje obuhvataju oko trećinu zemlje, usvojile su rezoluciju i po kojoj su nazvane „zone bez LGBT populacije“  Iako neki verski konzervativci u Poljskoj kažu da nemaju ništa protiv homoseksualaca, oni se protive onome što nazivaju "LGBT ideologijom", za koju kažu da predstavlja pretnju hrišćanskim vrednostima.  Iz ovih poljskih opština navode da pokušavaju da zaštite tradicionalnu porodicu muškarca i žene, dok aktivisti za prava LGBT populacije tvrde, da su te odredbe diskriminatorske i da daju do znanja gejevima i lezbijkama da su nepoželjni.
Za većinu usvojenih deklaracija o zonama bez ideologije LGBT lobira ultrakonzervativna,  katolička organizacija, Ordo Iuris.  Iako su neprovedive i prvenstveno simbolične, ove deklaracije predstavljaju pokušaj stigmatizacije LGBT osoba,  i prema  izveštaju od decembra 2020. godine, komesara Saveta Evrope za ljudska prava koji navodi da  ove deklaracije i povelje nisu samo reči na papiru, jer direktno utiču na živote LGBT osoba u Poljskoj.
Evropski parlament je 18. decembra 2019. godine, sa 463 prema 107 glasova, osudio postojanje više od 80 takvih zona u Poljskoj. Da bi početkom 2021. godine poslanici Evropskog parlamenta velikom većinom usvojili rezoluciju, kojom je cijelokupna EU proglašena “slobodnom zonom” za LBGT populaciju. Rezoluciju su podržala 492 poslanika, a protiv je bio 141, Analitičari navode da je rezolucija predložena, povodom dešavanja u Poljskoj u protekle dvije godine, gde su brojne lokalne zajednice usvojile simbolične rezolucije, kojima sebe proglašavaju “slobodnim od LGBT ideologije”.  Poljska administracija je osudila usvajanje rezolucije i tvrdi da ta zemlja ima pravo da brani svoje tradicionalne porodične vrdnosti i optužuje poslanike Evropskog parlamenta da su prekoračili svoja ovlašćenja,  i ukazuje na to da je stopa zločina iz mržnje mnogo niža u Poljskoj, nego u bilo kojoj drugoj zemlji zapadne Evrope..
U julu 2020. godine, pokrajinski upravni sudovi (poljski: Vojevodzki Sad Administracijni) u Glivicama i Radomu doneli su odluku da su "zone slobodne od  LGBT ideologije" koje su uspostavile lokalne vlasti u oblasti Istljebnje i Klvov ništavne, naglašavajući da krše ustav i diskriminatorneo deluju prema pripadnicima LGBT zajednice koji žive u tim županijama.
Od jula 2020. godine, Evropska unija je uskraćivala finansiranje iz Strukturnih fondova i Kohezionog fonda opštinama koje su usvojile deklaracije „bez LGBT populacije“, imajući u vidu činjenicu da predstavlja kršenje Povelje EU o osnovnim pravima.
Poljska vlada negira da njihov zakon diskriminiše ljude na osnovu seksualne orijentacije, a Poljski regionalni savet avgusta 2021. godine izglasao je odluku da u Poljskoj ostanu "zone bez LGBT populacije" uprkos upozorenju Evropske unije da bi zemlja mogla da izgubi značajna finansijska sredstva.
Poljska je jedina država članica Evropske unije koja je odustala od Povelje o osnovnim pravima, koju je potpisala prilikom pristupanja u  EU 2004. godine. Osim toga, nekoliko evropskih bratskih gradova zamrzlo je svoja partnerstva sa dotičnim poljskim opštinama.
Zbog kršenja evropskog prava, uključujući član 2. Ugovora o Evropskoj uniji, ove zone se smatraju delom  krize koja trenutno vlada u Poljskoj  u oblasti vladavine prava.

## Literatura
- Knecht, Tomasz (2020). „Idea miast partnerskich wobec wybranych uchwał samorządowych w Polsce w latach 2019–2020” [The idea of sister cities in view of selected local government resolutions in Poland in the years 2019–2020]. Rocznik Europeistyczny. 5: 123—141. doi:10.19195/2450-274X.5.8 .

## Spoljašnje veze
Mediji vezani za članak Zone bez LGBT populacije na Vikimedijinoj ostavi

- Atlas nienawiści (Atlas of Hate) - Map of anti-LGBT ideology Polish government resolutions
- Tu nie chodzi o ludzi(This is not about people) - a documentary film presenting fragments of political debates on so-called anti-LGBT resolutions